# Peter Jones
Peter Jones o Kahkewaquonaby, "plomes sagrades" (Hamilton, Ontario, 1802- Brantford, 1856) fou un intel·lectual anishinaabemowin. Era fill del lleialista Augustus Jones i la seva mare era de Mississauga; el 1812 foren devastats per la guerra i el 1823 es convertí al metodisme. Havia estat educat en la cultura tradicional i la religió de Mississaugua.
Jones també va ser un líder polític. El 1825 va escriure el Departament indi; aquesta carta va ser la primera que el Departament va rebre d'un indi. El 1826 s'establí amb un grup a Credit River i es dedicaren a l'agricultura; el 1831 es casà amb una anglesa, Eliza Field, amb la qual va tenir cinc fills i traduïren psalms i la Bíblia a l'ojibwa. El 1838 fou rebut al castell de Windsor per la reina Victòria d'Anglaterra. Va morir d'una malaltia. Pòstumament es publicaren Life and Journals (1860) i History of the Ojebway Indians (1861).